# 5947 Bonnie
5947 Bonnie è un asteroide della fascia principale. Scoperto nel 1985, presenta un'orbita caratterizzata da un semiasse maggiore pari a 2,6607838 UA e da un'eccentricità di 0,1466798, inclinata di 14,92040° rispetto all'eclittica.